# Chlum, Česká Lípa
Chlum là một làng thuộc huyện Česká Lípa, vùng Liberecký, Cộng hòa Séc.